# Alexander Wyneken

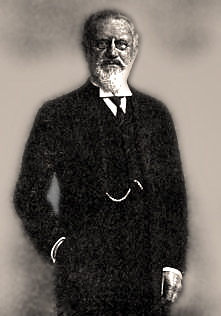
Alexander Wyneken (um 1909).

Alexander Wyneken (* 16. April 1848 in Syke; † 5. April 1939 in Königsberg) war ein deutscher Journalist und Zeitungsverleger. Er wurde insbesondere durch seine langjährige Tätigkeit als Chefredakteur und Herausgeber der nationalliberalen Königsberger Allgemeinen Zeitung bekannt.

## Leben
Wyneken wurde als Sohn des Juristen und späteren Hildesheimer Obergerichtspräsidenten Friedrich Wyneken geboren. 1869 legte er die Abiturprüfung am Gymnasium Georgianum (Lingen) ab. Nach einer folgenden kaufmännischen Ausbildung war er zunächst als Bankkaufmann in Genf, London und Petersburg tätig. 
Seinen journalistischen Neigungen folgend, ging er in den frühen 1870er Jahren nach Breslau zur Schlesischen Zeitung und wechselte 1875 an das Kommunalblatt für Königsberg und die Provinz Preußen in Königsberg. Hier war er zunächst als einziger Redakteur tätig. Die Zeitung wurde 1882 in Königsberger Allgemeine Zeitung umbenannt. Zu dieser Zeit war Wyneken bereits Chefredakteur und Herausgeber.
1925 verlieh ihm die rechts- und staatswissenschaftliche Fakultät der Universität Königsberg die Ehrendoktorwürde. 1929 zog sich Wyneken von der Leitung der Zeitung zurück. Er war Mitglied der Königsberger Freimaurerloge Immanuel.

## Wirken
Wyneken führte die am 1. November 1875 erstmals erschienene Königsberger Allgemeine Zeitung in den gut 50 Jahren seines Wirkens von einem kleinen Provinzblatt zur auflagenstärksten und einflussreichsten Zeitung Ostpreußens. Die nationalliberal ausgerichtete Zeitung war auch eine der wichtigen Pressestimmen in Preußen und im Reichsgebiet. Bei seinem Ausscheiden 1929 hatte die Zeitung knapp 500 Mitarbeiter und eine Auflage von etwa 60.000 Stück. Zu ihren Mitarbeitern gehörten u. a. die Schriftsteller Walther Harich und Agnes Miegel sowie der Komponist Otto Besch. Von 1897 bis 1922 schrieb Alfred Kerr jeden Sonntag einen "Berliner Plauderbrief" für die Zeitung.
Wyneken war Mitbegründer der Deutschen Volkspartei (DVP) in Ostpreußen. Sein z. T. überlieferter privater, vertraulicher Briefwechsel mit bedeutsamen Zeitgenossen (z. B. mit Ludendorff oder Stresemann) gibt Einblicke in deren Denkweise.